# Ilha Verde

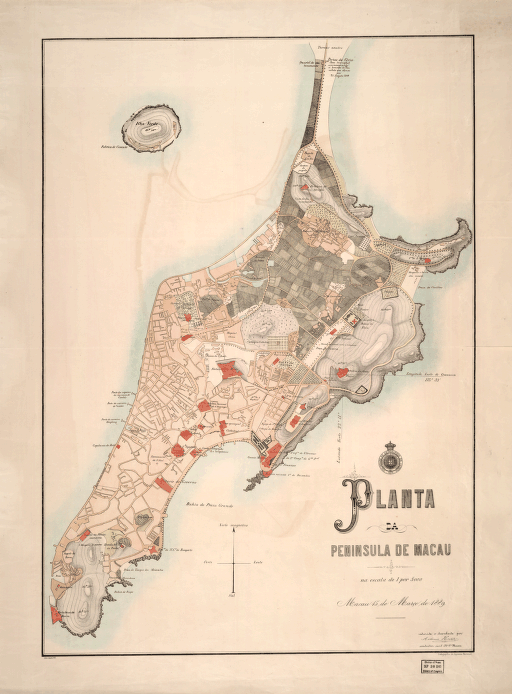
Ilha Verde i półwysep Makau, 1889

Ilha Verde (dosł. z portugalskiego: "Zielona Wyspa"; chiń. trad. 青洲; pinyin Qīng Zhōu) – północno-zachodnia część półwyspu Makau, położona przy Porcie Wewnętrznym (Porto Interior), w dzielnicy Freguesia de Nossa Senhora de Fátima; dawniej oddzielna wyspa. W 1890 roku Portugalczycy połączyli wyspę z półwyspem Makau poprzez groblę, a następnie, w wyniku osuszenia lądu przyłączyli ją do półwyspu. W krajobrazie Ilha Verde dominuje zbudowane z granitów i porośnięte drzewami wzniesienie Colina da Ilha Verde, które osiąga wysokość 57 m n.p.m.